# 沈完求
沈完求（：／ Shim, Wan-koo，1938年7月1日—2020年6月8日），韩国政治人物，首任蔚山广域市长。

## 生平
1938年出生于庆尚南道蔚山郡，1957年毕业于釜山高等学校，1961年毕业于成均館大學经济学专业。1972年开始从政。1981年在蔚山-蔚州郡选区以民主韩国党代表身份参加国会选举，以18.44％的得票率位居第三而落选。1985年再次在同选区竞选，最终位列第二，与金泰鎬共同当选为国会议员。1988年國會選舉中代表统一民主党参加蔚山南區选区选举，位列第一而当选。之后在1992年國會選舉中在同选区败给車秀明，位居第二未能当选。1995年，当选蔚山市市长。1997年7月，蔚山市升格为广域市，沈完求继续担任市长。
2002年因贿赂而被逮捕。2004年11月，最高法院判处其5年有期徒刑和3亿韩元罚款。2008年1月1日，他获得时任总统卢武铉的特赦。沈完求在2007年總統選舉中公开支持保守派候选人李明博，然而在2012年總統選舉中支持自由派候选人文在寅。2018年，他支持宋哲鎬竞选蔚山广域市市长。
2020年6月8日逝世。